# Ohmímetre

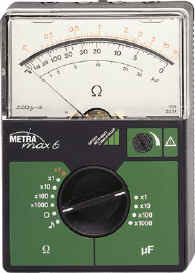
Ohmímetre per manteniment. L'instrument mesura resistències des de fraccions d'un ohm (escala vermella directa) a un megaohm (escala invertida). L'interruptor selecciona els diferents cabals.

Un ohmímetre és un instrument de mesura de la resistència elèctrica, l'oposició al pas de qualsevol corrent elèctric. El disseny original de l'ohmímetre incorporava una petita bateria per aplicar un voltatge a una resistència. Al mateix temps un galvanòmetre mesurava el corrent elèctric que passava per la resistència. L'escala del galvanòmetre estava directament en ohms, ja que un voltatge fix de la bateria assegura que el corrent s'incrementa a mesura que disminueix la resistència.
Un tipus més exacte d'ohmímetre és el que té un circuit electrònic que fa passar un corrent constant I per la resistència, i un altre que mesura la caiguda de tensió V a la resistència. Segons la següent equació derivada de la Llei d'Ohm, el valor de la resistència R ve donat per:
{\displaystyle R={\frac {V}{I}}}
Per a mesures de precisió, els models anomenats no són adients. Açò és perquè el mesurador està llegint la suma de la resistència pròpiament dita, més la dels conductors de mesura, ja que sols van dos cables a la resistència. Per a reduir aquest efecte, els òhmmetres de precisió incorporen quatre terminals, anomenats contactes Kelvin. Un parell per portar el corrent del mesurador i l'altre per mesurar el voltatge. D'aquesta forma s'ignora qualsevol caiguda de tensió deguda als cables.